# Brevicornu fissicauda
Brevicornu fissicauda är en tvåvingeart som först beskrevs av Lundstrom 1911.  Brevicornu fissicauda ingår i släktet Brevicornu och familjen svampmyggor. Enligt den finländska rödlistan är arten sårbar i Finland. Arten är reproducerande i Sverige. Artens livsmiljö är naturlundskogar. Inga underarter finns listade i Catalogue of Life.